# Abdel Rahim al-Kib
Abdel Rahim al-Kib ou Abdurrahim el-Keib (en arabe : عبد الرحيم الكيب), né en 1950 à Tripoli et mort le 21 avril 2020 dans l’Alabama (États-Unis), est un homme d'État libyen, président du Conseil exécutif du Conseil national de transition (chef du gouvernement) du 24 novembre 2011 au 14 novembre 2012, il dirige un gouvernement de 28 membres.

## Biographie
Après des études d'ingénierie électrique à l'université de Tripoli et à l'université d'État de Caroline du Nord, Abdel Rahim al-Kib est devenu enseignant et chercheur de 1985 à la fin des années 1990 à l’université d’Alabama. À partir de 2001, il travaille comme expert pour l'Institut du pétrole d’Abou Dhabi, et comme consultant pour plusieurs entreprises. En 2005, il fonde la « Compagnie internationale pour l’Énergie et la Technologie en Libye ».
Le 22 novembre 2011, il forme un nouveau gouvernement de transition réservant au moins deux ministères régaliens aux ex-rebelles ayant combattu le régime de Mouammar Kadhafi : Oussama Jouili, un commandant ex-rebelle de la ville de Zenten, est nommé ministre de la Défense, et Faouzi Abdelal, de la ville de Misrata, ministre de l'Intérieur. Le nouveau gouvernement est investi le 24 novembre 2011.
Avec l'installation du Congrès général national le 8 août 2012, il demeure chef du gouvernement avec le titre de Premier ministre intérimaire jusqu'au 14 novembre suivant, date de l'entrée en fonction du nouveau cabinet dirigé par Ali Zeidan, investi le 31 octobre précédent.